# الجانية
الجانية هي قرية فلسطينية تقع في الضفة الغربية من أراض السلطة الفلسطينية. وتتبع محافظة رام الله والبيرة وقعت تحت الاحتلال الإسرائيلي في حرب 1967.

## التسمية
هناك أكثر من رأي في سبب تسمية القرية بهذا الاسم:
الرأي الأول:
ما جاء في كتاب بلادنا فلسطين لمؤلفه مصطفى مراد الدباغ والذي يقول فيه: إن الجانية من المحتمل أن تكون من كلمة «جينيا» السريانية التي تعني ملاجئ وحمى، وإن الإفرنج قد ذكروها في كتاباتهم باسم " Magina ". وذكر الدباغ في كتابه أن الرحالة البكري الصديقي قد مر بها عام 1122هـ وذكر ذلك بقوله «ودعانا إلى (جانية) الشيخ صالح النوباني.»
الرأي الثاني:
أن الجانية محرفة عن كلمة «دجانيا» المأخوذة من «دجان» السريانية والتي تعني «الحنطة» ومنها أخذ اسم «داجون» معبود الفلسطينيين وكان على صورة رأس ويدي إنسان وجسم سمكة، وقد أقام الفلسطينيون القدماء هيكلا لعبادته في مدينة أسدود.
الرأي الثالث:
يعتقد البعض أن القرية كانت مركزا للقرى المحيطة بها زمن الرومان، وأنها كانت تسمى «نرجيشيا» ومن أشهر حكامها «جيني» الذي غلب اسمه عليها فأصبحت «جينية» ثم أصبحت بعد التحريف (جانية) وقد سقطت الجانية في أيدي المسلمين في عهد حاكمها «لويس» الذي جاء بعد جيني.
الرأي الرابع:
ويرى البعض أن اسم القرية كان «دجانية»، وأن الاسم قد طرأ عليه شيء من التحريف حتى أصبح «الجانية». وينسب لها رجل صالح كان من سكانها، واسمه «أحمد الدجاني» ولهذا الشيخ مقام معروف في القرية. يقال انه حدث نزاع بين عائلتين في القرية. فتم الطلب من الشريف الشيخ أحمد بن علي ان يحكم فيما بينهم. فحكم لصالح العائلة الضعيفة كما حددته الشريعة الإسلامية. فحاولت العائلة المتنفذة وحلفائها اذائه. فقرر الرحيل. فاجتمع معه مختار القرية وحاول اقناعه بالبقاء. لكن الشيخ أحمد رفض. فطلب منه المختار ان يحمل اسم دجاني ليعلم كل من يقابله بأنه من قرية الدجانية، فوافق الشيخ أحمد على طلب المختار. غادر أحمد الدجاني القرية، فلام مختار القرية اهلها لرحيل هذا الرجل الصالح، لذلك أعلن امام الملئ ومخاترة القرى الأخرى ان قريته اسمها ليس الدجانية بل الجانية لانها «جنت على نفسها» لرحيل أحمد الدجاني. ويقال ان المختار ربط فساد محصول تلك السنة برحيل الشيخ الجليل من القرية.

## التاريخ
تعتبر الجانية من أقدم قرى محافظة رام الله، وتدل على ذلك الآثار القديمة المنتشرة في نواح مختلفة من القرية. والتي تعود إلى عصور مختلفة. فمنها الرومانية والتي تدل عليها القبور المنحوتة في الصخر والكهوف المتفرقة في أرجاء القرية. ومنها الإسلامية التي تدل عليها المحاريب وآثار المساجد، كالتي تظهر بقاياها في الشيخ سالم والشيخ موسى والنبي باسيل. وهناك آثار تعود للعهد الممولوكي، غير أن قلة المراجع والدراسات تجعل المرء يقف عاجزا عن تحديد تاريخ دقيق للقرية. إلا أن الآثار الموجودة من أعمدة ضخمة وقبور منحوتة في الصخر، وكهوف ومساطب مبلطة تدل على تاريخ عريق ومجد كبير.
كانت القوافل التجارية القادمة من شرقي الأردن تمر عبر الجانية متجهة إلى المناطق الساحلية في فلسطين وإلى مصر، وقد كانت هذه القوافل تتعرض أحيانا للسلب والنهب فظهرت في العهد العثماني الحاجة لحمايتها، فأوكلت الدولة العثمانية مهمة حماية هذه الطرق ومهمة جمع الضرائب إلى إحدى عائلات القرية وهي عائلة «سمحان» مما أدى إلى ازدياد نفوذها واتساع أملاكها وجعلها تكون فيما بعد مشيخة تبنت العصبية القيسية، في الوقت الذي أوكلت فيه نفس المهمة في منطقة «عمواس» إلى عائلة «أبو غوش» التي تبنت العصبية اليمنية، مما سبب تنافسا قويا بين العائلتين؛ تحول إلى صراع سقطت فيه الضحايا من الطرفين، وقد تعرضت الجانية في هذا الصراع لهجمات من أنصار اليمنية الذين امتد نفوذهم إلى القرى المجاورة ك «خربثا بني حارث» و«كفر نعمة» و«دير بزيع»، وبما أن موقع الجانية القديم كان على سفح جبل؛ فقد ساعد ذلك خصومهم على مفاجأتهم وإيقاع خسائر كبيرة بينهم، وهذا ما دفع مشيختها إلى نقل مقرهم إلى تلة مجاورة، يمكن الدفاع عنها بسهولة، وتشرف على المناطق المجاورة، يستطيع أهلها أن يراقبوا أي تحرك يقوم به الخصوم. وقد كان ذلك سنة 1214هجرية وسميت «رأس كركر» فأصبحت مقرا جديدا للمشيخة القيسية. وبنيت على قمتها قلعة ما زالت قائمة حتى اليوم.
وتعود جذورالصراع بين العصبيتين؛ القيسية واليمنية إلى العصر الجاهلي، حيث العرب القحطانيون الذين كانوا يسكنون اليمن، وقد كان سكان اليمن أهل حضارة بنوا السدود وشقوا القنوات وتطورت حضارتهم إلى درجة عالية.أما «القيسية» فهم عرب الشمال العدنانيون، وهم رعاة إبل وماشية ينتقلون من مكان إلى آخر طلبا للماء والكلأ. وقد اشتعل الصراع بينهما منذ عهود قديمة، وكانت كفة الصراع تميل في البداية إلى عرب الجنوب لأنهم أهل حضارة، ولديهم الخبرة الواسعة في صناعة الأسلحة ورسم الخطط الحربية. وفي إحدى المعارك استطاع عرب الشمال لأول مرة تحت قيادة «كليب وائل» أن ينتصروا على عرب الجنوب، وكان من قبيلة «بكر» فنصبوه ملكا عليهم. ثم استطاعت عجوز من عرب الجنوب أن تسبب فتنة بين عرب الشمال، وأشعلت حربا تسمى «حرب البسوس» التي كان من أبطالها «المهلهل» وقد استمرت هذه الحرب أربعين سنة حتى انتهت بالصلح بين الفريقين، وقد ظلت نظرة العداء بين القيسية واليمنية قائمة استغلها الأمويون لضرب وحدة الأمة وصرفها عن التفكير في السياسة والحكم، وامتد هذا الصراع إلى العهد العثماني وربما كان للدولة العثمانية مصلحة في إذكاء الفتنة لتعزيز سلطتها وإشغال الناس عن مقاومة حكم الدولة العثمانية الغاشم.
كان القيسية يتخذون الراية الحمراء شعارا لهم، بينما اتخذ اليمنيون الراية البيضاء، واعتاد أنصار القيسية أن يلبسوا العروس شالا أحمر بينما كان اليمن يلبسونها شالاأبيض. وإذا مرت العروس من قرية تختلف عصبيتها عن عصبيتها؛ فإنها تكون مضطرة لوضع الشال الذي يتناسب مع أهل القرية التي تمر منها. ومما يروى أن أهل الجانية أحضروا عروسا ومروا أثناء عودتهم بقرية «عين قينيا» ذات العصبية اليمنية، فاستهان أهل الجانية بأهل عين قينية لقلة عددهم ولم يضعوا على العروس غطاء أبيض مما دفع أهالي قرية عين قينيا إلى الاستنفار والاستعداد للمواجهة، وكاد الفريقان يشتبكان في معركة دامية لولا توسط العقلاء من الفريقين، حيث ألبست العروس شالا أبيض ومرت الأمور بسلام. ومما يجدر ذكره أن وادي «الدلب» كان الحد الفاصل بين العصبيتين، حيث كانت جميع القرى التي تقع جنوب وادي الدلب تابعة للعصبية اليمنية، بينما كانت القرى الواقعة شمالي هذا الوادي تابعة للعصبية القيسية.